# یواس‌اس هیون (ای‌اچ-۱۲)
یواس‌اس هیون (ای‌اچ-۱۲) (به انگلیسی: USS Haven (AH-12)) یک کشتی بود که طول آن ۵۲۰ فوت (۱۶۰ متر) بود. این کشتی در سال ۱۹۴۴ ساخته شد.